# Португальські євреї
Португальські євреї — єврейська діаспора в Португалії. Існує на португальських теренах з І століття нашої ери. Більшість португальських євреїв належать до сефардів. Разом із іспанськими євреями складають так звану західно-сефардську групу. Традиційно сповідують юдаїзм; частина — католики, нащадки так званих нових християн. Носії португальської або єврейсько-португальської мов. Найбільші громади розташовані в Лісабоні, Порту, Фару.

## Історія

### Середньовіччя

#### До Португалії
Євреї почали селитися на теренах сучасної Португалії у І ст., в часи Римської імперії. Перші документальні свідчення їхнього перебування в Лузітанії датуються 482 роком. Після падіння імперії євреї залишалися мешкати у християнських королівствах свеїв та вестготів, де зазнавали утисків та переслідувань. Арабське завоювання Піренейського півострова 711—715 вони вітали як визволення. У мусульманській Андалусії юдеї поряд із християнами-мосарабами вважалися підданими другого сорту, проте вони вжилися у нове суспільство. За часів ісламського панування єврейська культура пережила золоту добу.
У ході Реконкісти частина євреїв, які знали арабську мову, служила християнськими монархам як розвідники та дипломати на мусульманських теренах.
На час утворення Португальського королівства в 1139 євреї жили в столиці Коїмбрі й інших містах. У 1140-1147 під владу португальської корони перейшли Лісабон і Сантарен, а в 1249—1250 — Евора, Бежа, Фару. У цих містах існували великі єврейські громади. В Сантарені діяла найстарша в країні синагога. На кінець XIII століття в Португалії проживало близько 40 000 євреїв (юдеїв). Громада Лісабона була провідною; в XIII столітті вона побудувала велику синагогу.

#### За перших королів
За правління першого португальського короля Афонсу І євреї користувалися свободами та правами нарівні з християнами. Вони займали ключові позиції в торгівлі, фінансах, часто обіймали посади королівських скарбників і лікарів. Так, Ях'я ібн-Яїш, засновник роду Ях'їв, був алмошарифом в королівському уряді Афонсу І; Йосеф ібн-Ях'я, онук Ях'ї, був головним скарбником і двірським в уряді Саншу І.
Євреї мешкали в містах, в особливих самоврядних кварталах — жудіаріях (в Лісабоні їх було 4, в Порту — 3). Вони платили португальській короні подушний податок і податок з торгівлі, але не сплачували церковної десятини.
У 1211 король Афонсу II, за постановою кортесів, заборонив євреям позбавляти спадку дітей, що прийняли християнство. Духовенство Католицької церкви докоряли монархам просуванням євреїв на державні посади.
В часи короля Афонсу ІІІ євреї створили розгалужену самоврядну мережу. Головою єврейської діаспори Португалії був старший рабин, якого призначав монарх із числа наближених. Голова вважався державним службовцем. Він щорічно відвідував усі громади країни, оголошував вибори рабинів і шохетів, затверджував результати виборів, визначав розмір податків різних громад, відповідав за фінансові звіти. До кожної португальської провінції призначався молодший рабин, що виконував роль судді для єврейських підданих (християнам заборонялося розглядати єврейські справи). Апеляції та скарги провінційних судів розглядав головний рабин.

#### Обмеження
У XIV столітті король Афонсу IV збільшив податки для євреїв-юдеїв і наказав їм носити розпізнавальний знак на одязі.
У 1350 єврейське населення звинуватили у спалаху епідемії чуми. Виїзд з країни було обмежено.
За короля Фернанду I євреї повернули втрачений вплив, домоглися скасування розпізнавального знаку. Під час португальської династичної кризи деякі єврейські громади зазнали погромів від кастильських військ. Новий король Жуан I відновив носіння розпізнавального знака та заборонив юдеям займати державні посади, за винятком податківців і лікарів. Водночас він приборкав у країні антиєврейські настрої, які в 1391 охопили Іспанію.
За правління короля Дуарте I заборонене на деякий час спілкування євреїв з християнами. Його наступник Афонсу V, що перебував під впливом єврейської родини Ях'я і скарбника Іцхака Абраванеля, повернув юдеям привілеї. Це поширило антиєврейські настрої в португальському суспільстві. Португальські кортеси вимагали від короля обмежити єврейські свободи (1451, 1455, 1473, 1481), а міщани вчинили погром єврейських кварталів Лісабона (1449, 1482). За доби короля Жуана II євреям заборонили наймати слуг-християн, носити шовк і коштовності, їздити верхи; син батьків-юдеїв, що приймав християнство, одразу ж отримував право на їхнє майно. Іцхака Абраванеля звинуватили в антиурядовій змові, через що він утік до Іспанії. Водночас король відмовився від введення в країні інквізиції та скасував постанови міських рад про вигнання євреїв (1487).

#### Іспанські біженці
У 1492 євреїв вигнали з Іспанії та король Жуан II, незважаючи на протести місцевого населення, дозволив їм оселитися в Португалії в обмін на податки. До країни переселилося близько 120 000 юдеїв, які розмістилися на португальсько-іспанському кордоні. 30 сімей на чолі з Іцхаком Абохавом II отримали дозвіл жити в Порту. Проте коли в єврейських кварталах спалахнула епідемія чуми, Жуан II наказав іспанським євреям покинути його королівство. 600 найзаможніших єврейських родин дали королю хабар на суму 60 тисяч золотих. Частина юдеїв покинула країну (деяких з них пограбували португальські моряки, висадивши в Африці). Єврейських дітей віком від 3 до 10 років насильно відправляли до острова Сан-Томе для християнізації.
Наприкінці XV століття в Португалії мешкало 80 000 євреїв, що мали свої громади у всіх містах країни. Їх кількість збільшилася після вигнання євреїв з Іспанії. На відміну від Іспанії, Португалія не була центром єврейської вченості. Лише в XV столітті тут з'явилися видатні коментатори Тори, почалося вивчення каббали, відкрилися 3 єврейські друкарні — в Фару (1487), Лейрії (1487) і Лісабоні (1489). До Португалії переселилися талмудист Яків ібн Хабіб і астроном Авраам Закуто (таблицями і астролябією якого користувався Васко да Гама під час подорожі до Індії в 1497, а також інші португальські мореплавці). У друкарнях, що проіснували до 1497, випустили ряд інкунабул, включаючи Тору з коментарями Раші й астрономічний іспаномовний трактат Закуто.

### Новий час

#### Нові християни

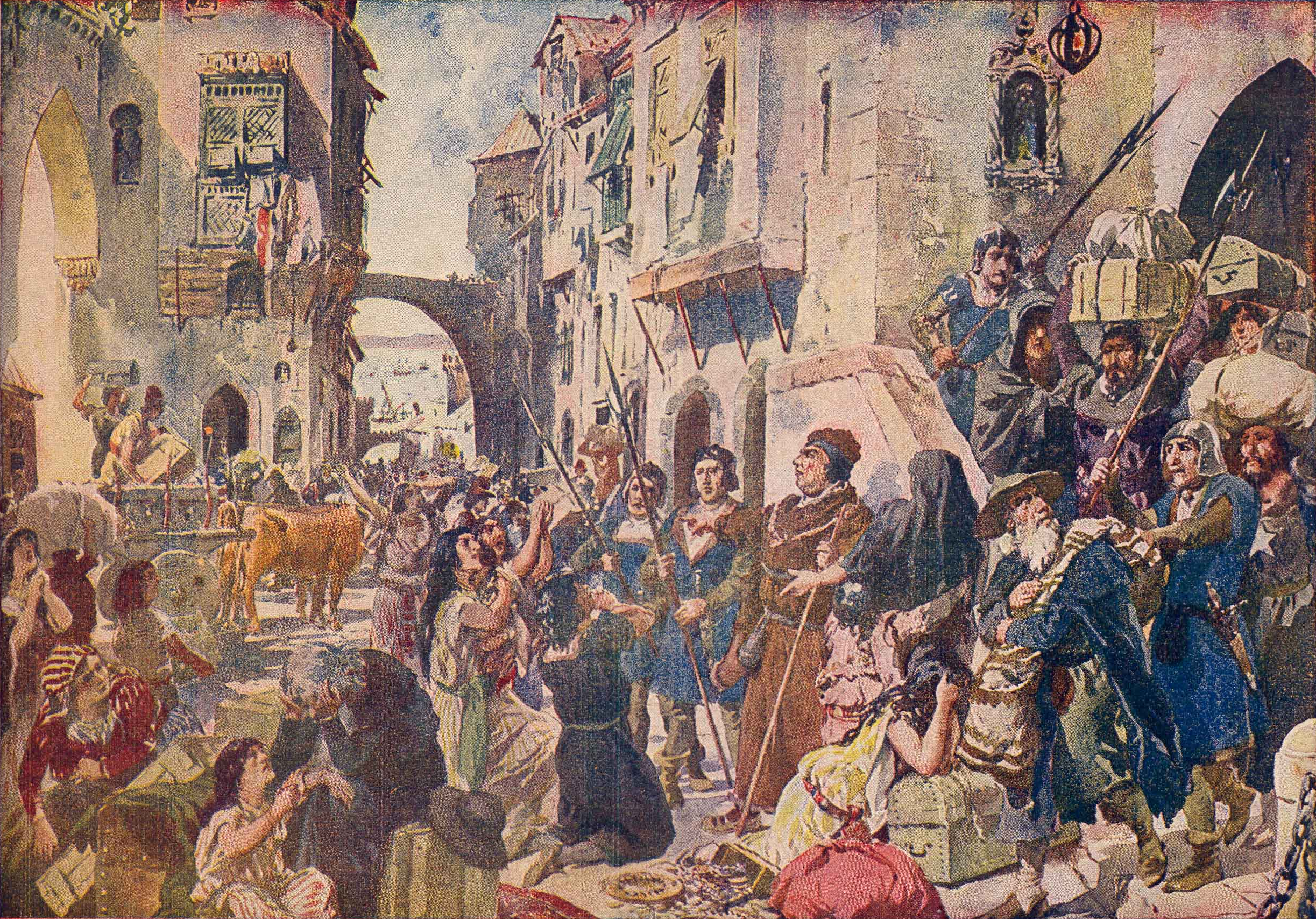
Вигнання євреїв

Найбільші гоніння на євреїв припали на правління короля Мануела І. Спочатку він був прихильним до юдеїв: у 1494 король скасував обмеження їхніх прав, встановлені попередниками, та призначив Авраама Закуто своїм радником. Проте на вимогу Іспанії, що поставила вигнання юдеїв однією з умов шлюбу Мануела з іспанською принцесою, видав антиюдейський наказ від 4 грудня 1496. Згідно з цим наказом усі португальські євреї мусили протягом наступних 10 місяців прийняти християнство або залишити країну. Єврейські діти, молодші 14 років, охрещувалися без їхньої згоди (пізніше — усі особи, молодше 20 років).
Вивіз євреїв з Португалії здійснювався лише через лісабонський порт. 19 березня 1497 влада змусила прийняти християнство близько 20 000 юдеїв, що очікували кораблів у столиці. Хрещення також прийняла частина іспанських біженців. Охрещені юдеї стали називатися «новими християнами». Деяким заможними євреям, таким як Авраам Закуто й Яків ібн Хабіб, вдалося полишити Португалію та зберегти батьківську віру.
30 травня 1497 Мануел І видав указ, за яким нові християни ставали повноправними громадянами Португалії; до 1517 заборонялося переслідувати їх за єретичні ухили чи криптоюдаїзм. Проте нові християни, що лишили вірність юдаїзму (криптоюдеї, так звані марани), почали покидати країну. Це сильно вдарило по економічному життю Португалії, залежній від єврейських купців. Аби вирішити проблему, 21 квітня 1499 Мануел І заборонив новим християнам виїжджати за межі країни без попереднього дозволу влади; ті, хто мав такий дозвіл, не могли продати своє майно або стягувати борги.

#### Еміграція

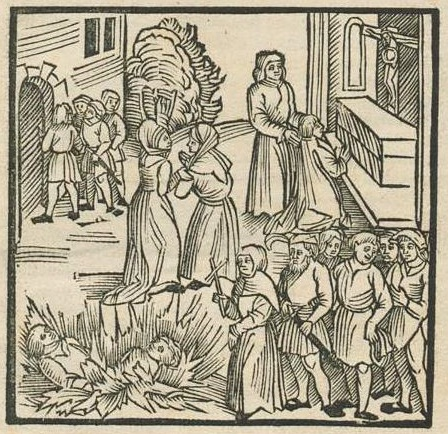
Лісабонський погром 1506

Незважаючи на указ короля про зрівняння нових християн із португальцями, частина духівництва та більшість населення країни продовжувала вважати їх євреями й негативно ставилася до них. Їх зневажливо називали «людьми [відомої] нації» (порт. gente de nação). У травні 1504 відбулися погроми нових християн в єврейських кварталах Лісабона, а в квітні наступного року — в Еворі. У квітні 1506 стався новий Лісабонський погром, під час якого загинуло 2 000 євреїв. Король Мануел І покарав провідників і частину учасників погромів, і видав новий указ від 1 березня 1507, яким дозволив новим християнам вільно емігрувати, вивозити та продавати майно. Після цього багато марранських родин покинули Португалію; деякі осіли в Османській імперії, Нідерландах, Марокко й Італії. Закордоном емігранти відкрито повернулися до юдаїзму, утворивши окремі спільноти звані «португальські конгрегації». Багато марранів виїхали до колоній у Новому Світі — Бразилії, Суринаму, Ямайки, Кюрасао, Барбадосу та Антильських островів. У деяких країнах тогочасної Європи, Азії й особливо Америки цих португаломовних євреїв називали «португальцями». Серед їхніх відомих нащадків були філософ Барух Спіноза й економіст Девід Рікардо.
Євреї, що залишилися в Португалії, продовжували зазнавати переслідувань. У 1515 Мануел І звернувся до Святого Престолу з проханням запровадити в Португалії місцеву інквізицію для виявлення криптоюдеїв.
У 1525 до Португалії прибув Давид Реувені, проповіді якого поширили серед частини марранів віру в швидкий прихід Месії та визволення.
У 1527 секретар королівської ради Діогу Переш повернувся до юдаїзму, прийняв єврейське ім'я Шломо Молхо і разом із Давидом Реувені втік з країни. Тоді ж двоє марранів убили урядового агента Енріке Нуньєша, який за завданням влади склав список криптоюдеїв з жителів Лісабона. Ці події спричинили нові напади на нових християн, а на Азорських островах і Мадейрі переросли у погроми.

#### Інквізиція
У 1536 папа Павло III дозволив створити Португальську інквізицію. Вона діяла до 1821 на теренах Португалії та колоній. Місцева інквізиція підпорядковувалася португальському королю та займалася боротьбою з єресями. Особливим напрямком її роботи було виявлення криптоюдеїв серед католиків Португалії, з числа нових християн. За даними Генрі Чарльза Лі у 1540—1794 інквізиційні трибунали Лісабона, Порту, Коїмбри і Евори винесли вироки для 30 000 осіб. Переважна більшість звинувачених (29 590 осіб) була змушена пройти процедуру покаяння; решта (1 818 осіб) були засуджені до смертної кари. Нових християн, яких запідозрили в сповідуванні юдаїзму, часто висилали у колонії, насамперед до Бразилії; з іншого боку колоніальна влада відправляла підозрюваних у єресі чи юдаїзмі до Португалії. Так, у 1723 38 нових християн, що жили в Ріо-де-Жанейро, були депортовані в Лісабон і постали перед судом інквізиції. У 1739 в Лісабоні спалено Антоніу Жузе да Сілва — бразильського драматурга єврейського походження. Інквізиція переслідувала не лише криптоюдеїв, але й симпатиків нових християн, таких як єзуїтський священик Антоніу Вієйра, прозваний апостолом Бразилії.

#### Сегрегація
У середині XVI століття в Португалії за іспанським взірцем запровадили нове законодавство, яке перетворило нових християн у громадян другого сорту: їм заборонялося займати церковні та деякі урядові посади, проживати в ряді міст, вступати до католицьких орденів і братств. Португальський простолюд чинив погроми у містах Брага, Гуарда, Візеу, Міранда-ду-Дору, Сантарен, Транкозу та інших.
У 1557 король Себастьян заборонив новим християнам виїздити з країни, однак після того, як вони сплатили йому 250 000 дукатів (1,7 мільйонів крузадо), скасував свою заборону.
У 1581, внаслідок приєднання Португалії до Іспанії за умовами Іберійської унії, стала чинною іспанська заборона на виїзд. Через погіршення становища деякі маррани незаконно покидали країну, вдаючи паломництво до Риму.
У 1601 і 1603 іспанський король Філіп ІІІ дозволив новим християнам Португалії полишати країну з майном в обмін на 200 000 дукатів.
У 1604 іспанський уряд знову намагався обмежити еміграцію нових християн, а в 1620 Королівська рада Іспанії обговорювала план виселення нових християн до Африки.
Португальські марани залишили слід у португальській культурі XVI—XVII століть. Серед них були філософи Уріель Акоста й Іцхак Кардозо, літератори Антоніу Жузе да Сілва та Дуарте Лопеш Роза, лікарі Аматус Лузітанський, Закутус Лузітанський, Родрігу Лопеш, Родрігу де Каштру, картограф і математик Педру Нуньєш. У Португалії народилися Йосеф і Грація Насі, Менашше бен Ісраель. Нащадками нових християн є низка видних діячів сучасної Португалії, а також кілька шляхетних родин.

#### Рівноправ'я
Після відновлення незалежності Португалії в 1640 дискримінаційна ситуація не змінилася. Лише в 1768 з ініціативи міністра та фактичного керівника держави, помбальського маркіза Себаштіана де Карвалю були знищені списки нових християн.
У 1773 скасували всі правові обмеження, пов'язані з етнічним походженням. Це прискорило асиміляцію марранів настільки, що на початок XX століття їхні громади збереглися лише в містах Белмонте, Браганса, Віла-Реал, Ковілян, Монкорву й Аргоселу.
У XVIII столітті Португалії почали повертатися євреї, які відкрито сповідували юдаїзм, переважно сефарди з Гібралтару, що мали британське підданство. У Фару вони заснували громаду, яка мала своє кладовище та синагогу. У XIX столітті чисельність євреїв у Португалії зросла до 2 500 осіб. У 1801 юдеї Лісабона викупили ділянку на англіканському кладовищі й у 1813 заснували міську громаду, що була визнана офіційно португальською владою як «єврейська колонія».
У 1833 ця громада відкрила в Лісабоні єврейське кладовище, а в 1850 і 1902 — дві синагоги. Невеликі єврейські осередки постали в Еворі, Порту, Лагуші та на Азорських островах, в Понта-Делгаді.

### Новітній період

#### Відновлення громад
Після Португальської революції 1910 та встановлення Португальської республіки в країні проголосили свободу віросповідання. Відтоді єврейські організації отримали офіційний статус. До цього часу в Португалії проживало близько 500 євреїв, головним чином купців, судновласників і членів їх сімей; майже всі вони мешкали у Лісабоні та Фару, більшість зберігала британське підданство.
У 1920-1930-х частина нових християн повернулася до юдаїзму, внаслідок чого чисельність португальських юдеї зросла до 3 000 осіб (за іншими даними — 1 400). У їхньому навернені велику роль зіграв капітан португальської армії Артур Карлуш де Барруш Башту, нащадок євреїв. Він заснував журнал «Ха-Лаппід» («Смолоскип») і за підтримки міжнародних єврейських організацій заснував в Лондоні Товариство сприяння португальським марранам. Його зусиллями була відновлена портуська єврейська громада і побудована велика синагога в Порту (1929). Також відновилися єврейські осередки у Ковіляні, Віла-Реалі та інших місцях.

#### Голокост
В часи Голокосту багато західноєвропейських євреїв тікали до Америки через порт Лісабона. Всього через Португалію проїхало транзитом близько 45 000 євреїв, частина з яких отримали право на постійне проживання в країні. У деяких державах, таких як Угорщина, посольства Португалії надавали притулок євреям, яким загрожувала депортація до Німеччини. У самій Португалії базувалися єврейські організації, які діяли на Піренейському півострові та за його межами.

#### Новітні часи
Після 1950-х чисельність євреїв Португалії зменшувалася: наприкінці 1960-х вона становила близько 700 осіб, наприкінці 1970-х — близько 500 осіб. Станом на 1992 в Португалії мешкало близько 600 євреїв, а в 1999—500 осіб. Чисельність євреїв зменшується внаслідок асиміляції та змішані шлюбів. Єврейська громада Португалії продовжує утримувати дві синагоги, але функціонує тільки одна з них — сефардська.
У 1980-1990-х невелике число нових християн з Белмонте, Порту, Орте, повернулися до юдаїзму. У Порту функціонує Інститут з розвитку португальсько-ізраїльських культурних відносин. Більшість євреїв Португалії — бізнесмени, вчені, представники вільних професій; вони живуть переважно в Лісабоні. Громада міста містить культурний центр, цвинтар, школу і лікарню. Керівником громади довгий час був бізнесмен Моше Беншабат Амзалак (1892—1978), який займав пости ректора Лісабонського технологічного університету і президента Академії наук Португалії.

## Генетика
У порівняльній таблиці наведена статистика за гаплогрупами чоловіків Португалії з чоловіками європейських країн, регіонів (*) та спільнот.
| Країна/Гаплогрупа | I1  | I2*/I2a | I2b | R1a | R1b  | G   | J2   | J*/J1 | E1b1b | T   | Q   | N   |
| ----------------- | --- | ------- | --- | --- | ---- | --- | ---- | ----- | ----- | --- | --- | --- |
| Португалія        | 2   | 1.5     | 3   | 1.5 | 56   | 6.5 | 9.5  | 3     | 14    | 2.5 | 0.5 | 0   |
| Франція           | 8.5 | 3       | 3.5 | 3   | 58.5 | 5.5 | 6    | 1.5   | 7.5   | 1   | 0.5 | 0   |
| * Бретань         | 8   | 1       | 4.5 | 0.5 | 80   | 2   | 2.5  | 0.5   | 0.5   | 0   | 0   | 0   |
| Німеччина         | 16  | 1.5     | 4.5 | 16  | 44.5 | 5   | 4.5  | 0     | 5.5   | 1   | 0.5 | 1   |
| Ірландія          | 6   | 1       | 5   | 2.5 | 81   | 1   | 1    | 0     | 2     | 0   | 0   | 0   |
| Італія            | 4.5 | 3       | 2.5 | 4   | 39   | 9   | 15.5 | 3     | 13.5  | 2.5 | 0   | 0   |
| Іспанія           | 1.5 | 4.5     | 1   | 2   | 69   | 3   | 8    | 1.5   | 7     | 2.5 | 0   | 0   |
| Україна           | 4.5 | 20.5    | 0.5 | 44  | 8    | 3   | 4.5  | 0.5   | 6.5   | 1   | 0.5 | 5.5 |
| Євреї-ашкеназі    | 4   | 10      | 9   | 9.5 | 19   | 19  | 20.5 | 2     | 0.5   | 5   | 0   | 1.5 |
| Євреї-сефарди     | 1   | 5       | 13  | 15  | 25   | 22  | 9    | 6     | 0     | 2   | 0   | 2   |

## Чисельність
- кінець XIII ст: 40 тисяч[1]
- кінець XV ст: 80 тисяч[1]
- бл. 1492: 200 тисяч (включно з євреями вигнаними із Іспанії)[1]
- XIX ст: 2,5 тисяч[1]
- 1910: 500[1]
- 1930-ті: 1,4 — 3 тисячі[1]
- 1969: 700[1]
- 1979: 500[1]
- 1992: 600[1]
- 1999: 500[1]